# ローマ賞

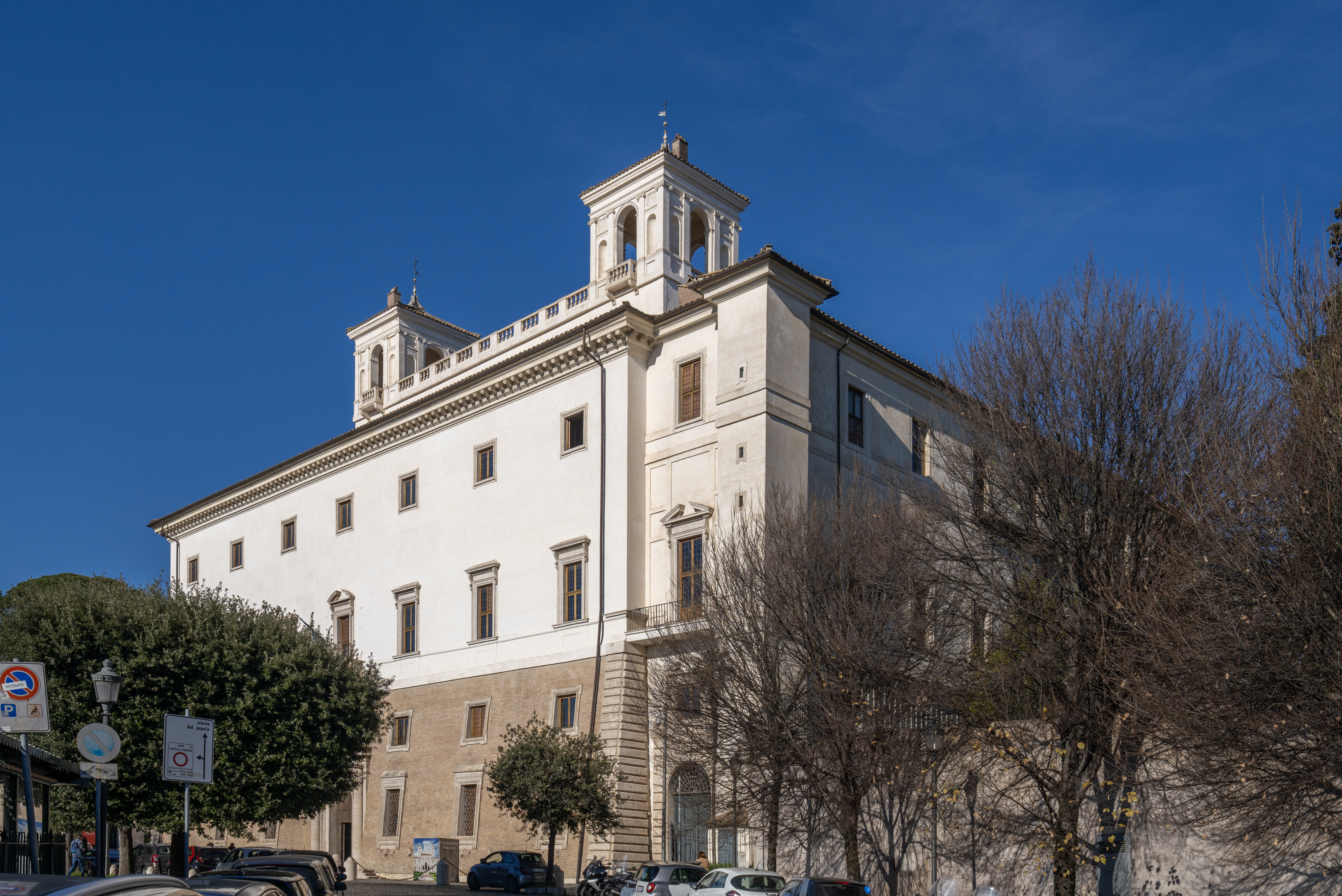
ローマ・ボルゲーゼ庭園内のメディチ荘（Villa Medici）。今日でも奨学生が寄宿している。

ローマ賞（フランス語: Prix de Rome）は、芸術を専攻する学生に対してフランス国家が授与した奨学金付留学制度である。1663年、ルイ14世によって創設され、1968年廃止されるまで継続した。

## 概要
ルイ14世の治世下の1663年に創設された。創設当初のローマ賞では建築、絵画、彫刻、版画の各賞が設けられ、王立絵画彫刻アカデミー、後に芸術アカデミーの審査により優秀者が選出された。このうち第一等、第二等受賞者が、1666年に財務総監、ジャン＝バティスト・コルベールと筆頭宮廷画家のシャルル・ルブランによって設立されたローマの在ローマ・フランス・アカデミー（フランス語: Académie de France à Rome）での3年から5年の留学滞在の権利、奨学金が与えられた。留学期間は在ローマ・フランス・アカデミーの校長が認めれば、延長されることもあった。留学生はローマで、ルネッサンス期の巨匠の作品などを学んだ。1803年に在ローマ・フランス・アカデミーはナポレオン・ボナパルトの命令でヴィラ・メディチに移された。1803年の制度改革により芸術アカデミー会員の審査という形式が確立し、また音楽賞が追加された。
制度が確立した19世紀にあってローマ賞は各部門若手芸術家の登竜門として機能した。しかし、終身会員であるアカデミー会員がその出身分野を問わず全部門賞審査の投票権を持つことから、「旧い世代」に属する彼らの審査基準が保守的であり、新奇な芸術傾向に対して過度に敵対的であることへの批判、建築、絵画、音楽など他の芸術分野の審査を行えるのだろうかとの疑問、あるいは審査員は愛弟子を優遇しているのではないかとの疑惑がたびたび提起された。
受賞者中にはもちろん後世名を成した芸術家も多いが、必ずしも大成した者ばかりでないこと、一方で絵画部門でのドラクロワ、マネ、ドガ、作曲部門でラヴェルなど、ローマ賞にたびたび挑戦するも認められなかったが、後に名声を得た芸術家も多いことが、こうした権威批判を裏付けている。
フランスにおける反権威主義運動の頂点となった1968年のいわゆる五月革命後、ローマ賞はアンドレ・マルロー文化大臣により廃止されたが、1971年からは「奨学金給付生（仏: pensionnaires）の選定」という形でなかば復活しており、この奨学金給付生も「ローマ賞受賞者」と呼ばれることが多い。現在、給付生は18か月ないし2年間メディチ荘への滞在が認められる。ただし現在の運営主体は芸術アカデミーでなく、フランス文化省管轄下の法人組織として財政上の独立性を担保された在ローマ・フランス・アカデミーである。
この賞を見本に「ローマ賞」の名前で、ベルギーやカナダ、オランダ、スペイン、アメリカ合衆国でも、留学奨学金の特典のついた美術賞が設けられたことがある。

## 音楽賞
音楽賞は1803年に追加され、第一次および第二次世界大戦による2度の中断（1915年-1918年、1940年-1941年）を除けば毎年開催された。
音楽賞応募者は30歳以下でなければならないとされた。予選段階（フランス語: Concours d'Essai）は応募者が楽理を理解しているかどうかを審査する場とされ、対位法、和声法およびフーガの課題が設けられた。本選（仏: Concours Définitif）は応募者が芸術としての音楽を体得しているかを審査するとされた。予選通過者には4ないし5週間が与えられ、パリ音楽院の教授陣によってあらかじめ指定されたテクストに一声あるいは多声の歌唱、およびオーケストラによる曲を付けることが課題とされた。本選参加者の作品はまずパリ音楽院教授陣による予備審査を経た後、芸術アカデミー会員の総員による投票で順位が決定された。
第一等（仏: Premier Grand Prix）受賞者は2年間、第二等（仏: Second Grand Prix）受賞者はそれより短期間をローマ・メディチ荘で過ごし、毎年1作以上の大作の作曲を行うことが要請された。政府による経済支援はこのローマ留学期間より長期（典型的には5年間）にわたったため、その後、受賞者はフランスに帰国あるいはドイツに遊学することが可能であった。受賞者の他の特典としては、作品発表機会の保障、各地への旅行費用補助、兵役免除、およびパリ市内各文化施設の無料での利用権などがあった。
エクトル・ベルリオーズは数回の落選の後、1830年に第一等を受賞しているが、かれはこの賞の審査システム――とりわけ最終審査が非専門家である芸術アカデミー会員により行われるという点――を問題にした最初の一人であった。最終投票を行う40名中、音楽関係者はわずか5名だったのである。
モーリス・ラヴェルは1900年から1905年にかけて計5回ローマ賞に応募したが、最後まで第一等を受賞することはできなかった。もっとも俗説にいう「彼はローマ賞から完全に締め出しをくらった」は正確ではなく、1901年に「第二等次席（仏: deuxième Second Grand Prix）」を受賞（この年の第3位に相当）しているのが最高位である。それでも、30歳という年齢制限のため最後の応募となった1905年にラヴェルが第一等を逸したとき、それは大きな波紋をよび、最終的にはパリ音楽院院長テオドール・デュボワの辞職、ガブリエル・フォーレの後任就任と音楽院大改革へとつながったのである。
受賞者の自筆による提出楽譜はかつてはパリ音楽院に、現在ではフランス国立図書館に収蔵されている。

### 音楽賞のその後
音楽に関するローマ賞は1968年の廃止後、「若手作曲家のためのメディチ荘滞在制度」に変更され毎年幾人かの若手作曲家を滞在させている。この制度を利用したジェラール・グリゼーとトリスタン・ミュライユがジャチント・シェルシの自宅へ押し寄せたのちに、スペクトル楽派の発端になったという。

## 建築賞
フランスの建築においてローマ大賞の制度は、旧制度下の王立建築アカデミーの時代にすでにある程度は確立され、1720年から建築部門の学生を毎年1名ずつローマに派遣する原則を出来上がらせた。ただし当初はアカデミーが審査する大賞の順位より、国王の下に置かれた王室建設総監のほうが決定力を持ち、そのためときに実際の大賞受賞者以外の人物がローマに留学していたこともあった。
その後、建築アカデミーの権威が確立し、それとともに、ローマ大賞は一種の絶対的価値を持つものと一般に理解されてくる。
こうした建築学徒のローマへの留学制度はフランスのほかに、イギリスのソーン賞など同様の制度は各国で設置されている。
エコール・デ・ボザールが設立されてからの、1819年から1968年まで続いた旧ボザールの時代でも、毎年1回催されるローマ大賞の設計競技は、最大の年間行事ともいえる規模と化していた。ポザール自体は当然美術アカデミーからは独立した教育機関の形態を保っていたが、ローマ大賞の審査だけは、アカデミーが行っていた。他に開催される設計競技は、ポザールの建築論教授が課題を決め審査の決定権を持っているが、ローマ大賞だけは全てアカデミーのプログラムに沿ってなされていた。
大賞のための設計競技は基本的に3段階に分かれている。　毎年3月に応募者全てに開かれている最初の競技は12時間以内に仕上げるエスキスで、まず応募者達はポザール校舎内のアトリエ製図棟に入りとりかかる。中で応募者同士が相談するのは許されていたが、中途での外出は認められなかったという。製図棟を去る時は、仕上げたエスキスを守衛に手渡し、その後審査に回される。　第一次競技の主旨は、ファサードデザインを中心とした表現能力をみることで、全応募者の中からまず30人が選り分けられる。
第二次設計競技はこの30人を対象に、第一次競技から1週間以内に行われ、ここで建物全体の構成技法と表現を試され、製図棟の中で24時間以内にエスキスを仕上げる。この第二次審査によってさらに8人の最終候補者を選び（1864年からは10人）、その後本格的な大賞設計競技が始まるのである。第二次審査の結果が発表された瞬間から、最終競技が開始されることになり、提出期限7月までの約4か月最終選考にこのった先鋭たちは最終目標に向かってひたすら走り続けるのであるがここでもエスキスの段階があり、候補者はまず、通常の設計競技と同様、製図棟で作業を行わねばならない。課題はその時点で渡されるので、この12時間が全体の構想を決定するが、これは最終提出図面はこのエスキスで示した構想に合致していなければならないためで、エスキスを作成した候補者達はその後の4か月、各自所属するアトリエで必死の作業を行うことになる。ローマ大賞受賞者を輩出するのはアトリエにとっても名誉でもあり、またそのアトリエの格を決定する最大の基準でもあったので、あるアトリエで誰かが最終候補まで残ることがあれば大変な騒ぎであったという。締切り間際はアトリエのメンバー総がかりで手伝うこととなり、大図面が次から次に描かれていったという。現に幅7mの立面図も残っていて、コピーなど全くない時代この作業は桁外れた労力を必要とした。
一度ローマ大賞を得れば、基本的には将来公共部門の大建築を委託され、またボザールのアトリエ・パトロンの道が開け、当然アカデミー会員に選ばれる可能性もある。そのため、学生達はこの大賞獲得のために執念を燃やした。1826年に受賞するレオン・ヴォードワイエは5年間、この設計競技を続け、トニー・ガルニエは6年、ジャン＝ルイ・パスカルは7年。エドモン＝ジャン・ポーランはじつに8年間も、設計競技に挑んだといわれる。大賞受賞者の年齢もしたがってかなり高く、ほぼ30歳に近かった。規定により大賞応募資格は15歳から30歳までとなっており、この年齢を25歳にまで引き下げた1863年の大改革は、学生の反対を呼んだ。なお逆に初期のアンリ・ラブルースト、ルイ・デュグ達は23歳で大賞に輝き、ネオ・グレコの運動を起こし、またシャルル・ガルニエも23歳で大賞受賞で、周囲の人々の期待を一身に受けたという。
ローマ大賞を獲得すると、ローマのフランス・アカデミー（Académie de France à Rome、通称：ヴィラ・メディチ） に派遣される。王立アカデミー時代は3年の留学期間だったが、エコール・デ・ポザール設立とともに5年に引き上げられた。1863年の改革では、いったん4年間となったが、のちに5年間となる。フランス・アカデミーは、第一次、第二次大戦の時期を除いて毎年留学生を受け入れ、ローマ大賞のなくなった今日でも存続している。近代的な交通機関の整備されていなかった19世紀半ばまでは、ローマに行けるということ自体、きわめて価値あることであった。むろん、19世紀末になって、イタリア旅行がいともたやすくできるようになってきても、5年間の日々を国の費用で古典建築研究に費すことのできる留学生の立場は代々人々を圧倒的に凌いでいた。
1846年、ギリシアのアテネにもアカデミーの出先としてエコール・フランセーヌ・ダテヌ（École française d'Athènes）が創立され、それ以降、ローマからアテネまで足をのばす留学生も増えて、特にギリシア本土の建築、中東の建築を見て回るにはこのエコール・フランセーズ・ダテヌは良き中継点だったようである。
ローマ留学生は、美術アカデミーから年間の課題を課せられ、毎年1回パリにそれを送らねばならないことになっている。内容としては古典建築の実測復原研究とされていたが、テーマ自体はみずから選ぶ。留学生からローマから送られた図面類は毎年、ボザールのメルポメーヌの間で展示、これも学校の一大行事であったが、1829年のアンリ・ラブルーストのようにパエストゥムのギリシア神殿の実測研究を送ったり、あるいは、1909年のトニー・ガルニエが古典建築と関係のない「工業都市」の図面を送りつけたりした時など、展覧会は大騒ぎとなったと伝えられている。